# Comuni dello stato di Bahia

Lo Stato di Bahia, in Brasile

Segue un elenco dei 416 comuni dello Stato brasiliano di Bahia.
| Comune                      | Microregione           | Mesoregione                   | Area (km²) | Popolazione | Densità |
| --------------------------- | ---------------------- | ----------------------------- | ---------- | ----------- | ------- |
| Abaré                       | Paulo Afonso           | Vale São-Franciscano da Bahia | 1.693,69   | 14.133      | 8,33    |
| Abaíra                      | Seabra                 | Centro-Sul Baiano             | 578,36     | 8.776       | 15,17   |
| Acajutiba                   | Alagoinhas             | Nordeste Baiano               | 267,66     | 14.393      | 53,77   |
| Adustina                    | Ribeira do Pombal      | Nordeste Baiano               | 619,66     | 14.787      | 23,86   |
| Água Fria                   | Feira de Santana       | Centro-Norte Baiano           | 643,18     | 14.776      | 22,97   |
| Aiquara                     | Jequié                 | Centro-Sul Baiano             | 195,17     | 5.137       | 26,32   |
| Alagoinhas                  | Alagoinhas             | Nordeste Baiano               | 733,969    | 188.853     | 190,40  |
| Alcobaça                    | Porto Seguro           | Sul Baiano                    | 1.505,99   | 16.728      | 11,11   |
| Almadina                    | Ilhéus-Itabuna         | Sul Baiano                    | 246,89     | 6.604       | 26,75   |
| Amargosa                    | Jequié                 | Centro-Sul Baiano             | 435,932    | 33.356      | 76,50   |
| Amélia Rodrigues            | Catu                   | Metropolitana de Salvador     | 124,08     | 21.783      | 175,56  |
| América Dourada             | Irecê                  | Centro-Norte Baiano           | 743,89     | 16.186      | 21,76   |
| Anagé                       | Vitória da Conquista   | Centro-Sul Baiano             | 1.852,55   | 25.562      | 13,80   |
| Andaraí                     | Seabra                 | Centro-Sul Baiano             | 1.895,16   | 14.020      | 7,40    |
| Andorinha                   | Senhor do Bonfim       | Centro-Norte Baiano           | 1.207,68   | 13.437      | 11,13   |
| Angical                     | Cotegipe               | Extremo Oeste Baiano          | 1.638,72   | 13.364      | 8,16    |
| Anguera                     | Feira de Santana       | Centro-Norte Baiano           | 158,73     | 9.529       | 60,03   |
| Antas                       | Ribeira do Pombal      | Nordeste Baiano               | 383,99     | 16.275      | 42,38   |
| Antônio Cardoso             | Feira de Santana       | Centro-Norte Baiano           | 293,22     | 12.110      | 41,30   |
| Antônio Gonçalves           | Senhor do Bonfim       | Centro-Norte Baiano           | 316,13     | 9.747       | 30,83   |
| Aporá                       | Alagoinhas             | Nordeste Baiano               | 572,23     | 17.748      | 31,02   |
| Apuarema                    | Jequié                 | Centro-Sul Baiano             | 150,69     | 7.219       | 47,91   |
| Aracatu                     | Brumado                | Centro-Sul Baiano             | 1.535,89   | 13.815      | 8,99    |
| Araci                       | Serrinha               | Nordeste Baiano               | 1.524,068  | 54.092      | 32,30   |
| Aramari                     | Alagoinhas             | Nordeste Baiano               | 352,54     | 9.457       | 26,83   |
| Arataca                     | Ilhéus-Itabuna         | Sul Baiano                    | 396,09     | 9.704       | 24,50   |
| Aratuípe                    | Santo Antônio de Jesus | Metropolitana de Salvador     | 177,15     | 8.483       | 47,89   |
| Araças                      | Alagoinhas             | Nordeste Baiano               | 419,933    | 11.646      | 27,73   |
| Aurelino Leal               | Ilhéus-Itabuna         | Sul Baiano                    | 446,45     | 14.206      | 31,82   |
| Baianópolis                 | Barreiras              | Extremo Oeste Baiano          | 3.360,09   | 9.672       | 2,88    |
| Baixa Grande                | Itaberaba              | Centro-Norte Baiano           | 982,66     | 20.980      | 20,79   |
| Banzaê                      | Ribeira do Pombal      | Nordeste Baiano               | 212,32     | 10.961      | 51,63   |
| Barra                       | Barra                  | Vale São-Franciscano da Bahia | 11.332,95  | 47.202      | 4,17    |
| Barra da Estiva             | Seabra                 | Centro-Sul Baiano             | 1.401,98   | 20.606      | 14,70   |
| Barra do Choça              | Vitória da Conquista   | Centro-Sul Baiano             | 778,34     | 32.445      | 41,69   |
| Barra do Mendes             | Irecê                  | Centro-Norte Baiano           | 1.252,09   | 14.022      | 11,20   |
| Barra do Rocha              | Ilhéus-Itabuna         | Sul Baiano                    | 192,556    | 6.347       | 32,96   |
| Barreiras                   | Barreiras              | Extremo Oeste Baiano          | 7.895,241  | 137.794     | 17,50   |
| Barro Alto                  | Irecê                  | Centro-Norte Baiano           | 425,750    | 13.040      | 30,63   |
| Barrocas                    | Serrinha               | Nordeste Baiano               | 188,105    | 13.090      | 69,59   |
| Belmonte                    | Ilhéus-Itabuna         | Sul Baiano                    | 2.009,896  | 21.226      | 10,56   |
| Belo Campo                  | Vitória da Conquista   | Centro-Sul Baiano             | 608,594    | 15.232      | 25,03   |
| Biritinga                   | Serrinha               | Nordeste Baiano               | 430,602    | 13.931      | 32,35   |
| Boa Nova                    | Vitória da Conquista   | Centro-Sul Baiano             | 856,886    | 16.003      | 18,68   |
| Boa Vista do Tupim          | Itaberaba              | Centro-Norte Baiano           | 2.629,822  | 17.709      | 6,73    |
| Bom Jesus da Lapa           | Bom Jesus da Lapa      | Vale São-Franciscano da Bahia | 3.951,425  | 56.876      | 14,39   |
| Bom Jesus da Serra          | Vitória da Conquista   | Centro-Sul Baiano             | 410,033    | 10.096      | 24,62   |
| Boninal                     | Seabra                 | Centro-Sul Baiano             | 847,905    | 13.234      | 15,61   |
| Bonito                      | Seabra                 | Centro-Sul Baiano             | 641,229    | 14.113      | 22,01   |
| Boquira                     | Boquira                | Centro-Sul Baiano             | 1.430,780  | 22.351      | 15,62   |
| Botuporã                    | Boquira                | Centro-Sul Baiano             | 552,570    | 11.016      | 19,94   |
| Brejolândia                 | Cotegipe               | Extremo Oeste Baiano          | 2.619,439  | 9.069       | 3,46    |
| Brejões                     | Jequié                 | Centro-Sul Baiano             | 481,292    | 12.665      | 26,31   |
| Brotas de Macaúbas          | Boquira                | Centro-Sul Baiano             | 2.372,644  | 11.272      | 4,80    |
| Brumado                     | Brumado                | Centro-Sul Baiano             | 2.166,532  | 64.947      | 30,00   |
| Buerarema                   | Ilhéus-Itabuna         | Sul Baiano                    | 209,56     | 20.454      | 97,60   |
| Buritirama                  | Barra                  | Vale São-Franciscano da Bahia | 3.797,871  | 18.626      | 4,90    |
| Caatiba                     | Vitória da Conquista   | Centro-Sul Baiano             | 655,581    | 10.367      | 15,07   |
| Cabaceiras do Paraguaçu     | Santo Antônio de Jesus | Metropolitana de Salvador     | 213,550    | 16.853      | 78,92   |
| Cachoeira                   | Santo Antônio de Jesus | Metropolitana de Salvador     | 398,472    | 31.966      | 80,20   |
| Caculé                      | Guanambi               | Centro-Sul Baiano             | 685,914    | 21.824      | 31,82   |
| Caetanos                    | Vitória da Conquista   | Centro-Sul Baiano             | 857,282    | 12.239      | 14,28   |
| Caetité                     | Guanambi               | Centro-Sul Baiano             | 2.306,382  | 48.525      | 21,00   |
| Cafarnaum                   | Irecê                  | Centro-Norte Baiano           | 927,491    | 17.249      | 18,60   |
| Cairu                       | Valença                | Sul Baiano                    | 451,194    | 13.659      | 30,27   |
| Caldeirão Grande            | Jacobina               | Centro-Norte Baiano           | 495,837    | 12.866      | 25,95   |
| Camacan                     | Ilhéus-Itabuna         | Sul Baiano                    | 632,926    | 30.119      | 47,59   |
| Camamu                      | Valença                | Sul Baiano                    | 885,195    | 31.568      | 35,68   |
| Camaçari                    | Salvador               | Metropolitana de Salvador     | 759,802    | 197.144     | 259,47  |
| Campo Alegre de Lourdes     | Juazeiro               | Vale São-Franciscano da Bahia | 2.753,919  | 26.980      | 9,80    |
| Campo Formoso               | Senhor do Bonfim       | Centro-Norte Baiano           | 6.806,097  | 62.992      | 9,26    |
| Canarana                    | Senhor do Bonfim       | Centro-Norte Baiano           | 617,991    | 23.357      | 37,80   |
| Canavieiras                 | Ilhéus-Itabuna         | Sul Baiano                    | 1.375,556  | 33.523      | 24,37   |
| Candeal                     | Serrinha               | Nordeste Baiano               | 455,278    | 9.011       | 19,79   |
| Candeias                    | Salvador               | Metropolitana de Salvador     | 264,487    | 78.078      | 295,21  |
| Candiba                     | Guanambi               | Centro-Sul Baiano             | 397,965    | 12.066      | 30,32   |
| Cansanção                   | Euclides da Cunha      | Nordeste Baiano               | 1.319,495  | 32.912      | 24,94   |
| Canudos                     | Euclides da Cunha      | Nordeste Baiano               | 2.984,883  | 13.889      | 24,94   |
| Canápolis                   | Santa Maria da Vitória | Extremo Oeste Baiano          | 464,307    | 10.153      | 21,87   |
| Capela do Alto Alegre       | Serrinha               | Nordeste Baiano               | 655,805    | 11.593      | 17,68   |
| Capim Grosso                | Jacobina               | Centro-Norte Baiano           | 350,032    | 25.684      | 73,38   |
| Caravelas                   | Porto Seguro           | Sul Baiano                    | 2.361,278  | 20.366      | 8,62    |
| Caraíbas                    | Brumado                | Centro-Sul Baiano             | 1.125,474  | 10.121      | 8,99    |
| Cardeal da Silva            | Entre Rios             | Nordeste Baiano               | 184,859    | 8.233       | 44,54   |
| Carinhanha                  | Bom Jesus da Lapa      | Vale São-Franciscano da Bahia | 2.751,856  | 28.517      | 10,40   |
| Casa Nova                   | Juazeiro               | Vale São-Franciscano da Bahia | 9.657,505  | 62.372      | 6,46    |
| Castro Alves                | Santo Antônio de Jesus | Metropolitana de Salvador     | 762,981    | 24.030      | 31,49   |
| Catolândia                  | Barreiras              | Extremo Oeste Baiano          | 659,717    | 3.079       | 4,50    |
| Catu                        | Catu                   | Metropolitana de Salvador     | 439,573    | 47.271      | 107,54  |
| Caturama                    | Boquira                | Centro-Sul Baiano             | 646,080    | 8.545       | 13,23   |
| Caém                        | Jacobina               | Centro-Norte Baiano           | 497,467    | 9.823       | 19,75   |
| Central                     | Irecê                  | Centro-Norte Baiano           | 606,999    | 17.259      | 28,43   |
| Chorrochó                   | Paulo Afonso           | Vale São-Franciscano da Bahia | 2.647,887  | 10.621      | 4,01    |
| Cipó                        | Ribeira do Pombal      | Nordeste Baiano               | 166,953    | 15.012      | 89,92   |
| Coaraci                     | Ilhéus-Itabuna         | Sul Baiano                    | 296,820    | 22.597      | 76,13   |
| Cocos                       | Santa Maria da Vitória | Extremo Oeste Baiano          | 10.084,274 | 16.892      | 1,68    |
| Conceição da Feira          | Feira de Santana       | Centro-Norte Baiano           | 159,776    | 19.063      | 119,31  |
| Conceição do Almeida        | Santo Antônio de Jesus | Metropolitana de Salvador     | 281,903    | 15.314      | 54,32   |
| Conceição do Coité          | Serrinha               | Nordeste Baiano               | 1.086,224  | 59.548      | 54,82   |
| Conceição do Jacuípe        | Feira de Santana       | Centro-Norte Baiano           | 115,680    | 27.424      | 237,07  |
| Conde                       | Entre Rios             | Nordeste Baiano               | 950,620    | 21.552      | 22,67   |
| Condeúba                    | Brumado                | Centro-Sul Baiano             | 1.236,889  | 16.940      | 13,70   |
| Contendas do Sincorá        | Seabra                 | Centro-Sul Baiano             | 862,085    | 3.353       | 3,89    |
| Coração de Maria            | Feira de Santana       | Centro-Norte Baiano           | 372,315    | 23.047      | 61,90   |
| Cordeiros                   | Brumado                | Centro-Sul Baiano             | 554,511    | 8.494       | 15,32   |
| Coribe                      | Santa Maria da Vitória | Extremo Oeste Baiano          | 2.678,441  | 14.370      | 5,37    |
| Coronel João Sá             | Jeremoabo              | Nordeste Baiano               | 825,767    | 18.663      | 22,60   |
| Correntina                  | Santa Maria da Vitória | Extremo Oeste Baiano          | 12.142,427 | 31.671      | 2,61    |
| Cotegipe                    | Cotegipe               | Extremo Oeste Baiano          | 4.018,594  | 13.879      | 3,45    |
| Cravolândia                 | Jequié                 | Centro-Sul Baiano             | 159,645    | 5.036       | 31,54   |
| Cristópolis                 | Cotegipe               | Extremo Oeste Baiano          | 896,458    | 13.440      | 14,99   |
| Crisópolis                  | Alagoinhas             | Nordeste Baiano               | 505,433    | 19.317      | 38,22   |
| Cruz das Almas              | Santo Antônio de Jesus | Metropolitana de Salvador     | 150,903    | 58.293      | 386,30  |
| Curaçá                      | Juazeiro               | Vale São-Franciscano da Bahia | 6.442,190  | 31.889      | 4,95    |
| Cândido Sales               | Vitória da Conquista   | Centro-Sul Baiano             | 1.301,378  | 26.174      | 20,11   |
| Cícero Dantas               | Ribeira do Pombal      | Nordeste Baiano               | 658,940    | 30.976      | 47,01   |
| Dias d'Ávila                | Salvador               | Metropolitana de Salvador     | 207,504    | 53.153      | 256,15  |
| Dom Basílio                 | Livramento do Brumado  | Centro-Sul Baiano             | 653,03     | 11.079      | 16,97   |
| Dom Macedo Costa            | Santo Antônio de Jesus | Metropolitana de Salvador     | 93,215     | 3.780       | 40,55   |
| Dário Meira                 | Vitória da Conquista   | Centro-Sul Baiano             | 400,330    | 12.072      | 30,16   |
| Elísio Medrado              | Feira de Santana       | Centro-Norte Baiano           | 199,541    | 7.908       | 39,63   |
| Encruzilhada                | Itapetinga             | Centro-Sul Baiano             | 2.041,093  | 22.234      | 10,89   |
| Entre Rios                  | Entre Rios             | Nordeste Baiano               | 1.235,821  | 37.188      | 30,09   |
| Érico Cardoso               | Livramento do Brumado  | Centro-Sul Baiano             | 701,458    | 10.609      | 15,12   |
| Esplanada                   | Entre Rios             | Nordeste Baiano               | 1.370,693  | 29.161      | 21,27   |
| Euclides da Cunha           | Euclides da Cunha      | Nordeste Baiano               | 2.324,965  | 54.897      | 23,61   |
| Eunápolis                   | Porto Seguro           | Sul Baiano                    | 1.196,695  | 94.144      | 78,67   |
| Feira da Mata               | Bom Jesus da Lapa      | Vale São-Franciscano da Bahia | 1.655,819  | 6.217       | 3,75    |
| Feira de Santana            | Feira de Santana       | Centro-Norte Baiano           | 1.362,9    | 535.820     | 393,15  |
| Filadélfia                  | Senhor do Bonfim       | Centro-Norte Baiano           | 564,017    | 16.231      | 28,78   |
| Firmino Alves               | Ilhéus-Itabuna         | Sul Baiano                    | 159,397    | 5.466       | 34,29   |
| Floresta Azul               | Ilhéus-Itabuna         | Sul Baiano                    | 351,596    | 10.354      | 29,45   |
| Formosa do Rio Preto        | Barreiras              | Extremo Oeste Baiano          | 16.185,171 | 20.463      | 1,26    |
| Fátima                      | Ribeira do Pombal      | Nordeste Baiano               | 356,278    | 18.556      | 52,08   |
| Gandu                       | Ilhéus-Itabuna         | Sul Baiano                    | 229,121    | 29.031      | 126,71  |
| Gavião                      | Serrinha               | Nordeste Baiano               | 335,567    | 4.443       | 13,24   |
| Gentio do Ouro              | Irecê                  | Centro-Norte Baiano           | 3.671,237  | 11.478      | 3,13    |
| Glória                      | Paulo Afonso           | Vale São-Franciscano da Bahia | 1.402,488  | 13.619      | 9,71    |
| Gongogi                     | Ilhéus-Itabuna         | Sul Baiano                    | 198,305    | 6.827       | 34,43   |
| Governador Lomanto Júnior   | Ilhéus-Itabuna         | Sul Baiano                    | 120,570    | 6.762       | 56,08   |
| Governador Mangabeira       | Santo Antônio de Jesus | Metropolitana de Salvador     | 94,359     | 19.793      | 209,76  |
| Guajeru                     | Brumado                | Centro-Sul Baiano             | 643,439    | 7.224       | 11,23   |
| Guanambi                    | Guanambi               | Centro-Sul Baiano             | 1.301,8    | 76.203      | 58,50   |
| Guaratinga                  | Porto Seguro           | Sul Baiano                    | 2.324,317  | 23.501      | 10,10   |
| Heliópolis                  | Ribeira do Pombal      | Nordeste Baiano               | 324,005    | 14.122      | 43,59   |
| Iaçu                        | Itaberaba              | Centro-Norte Baiano           | 2.442,840  | 27.691      | 11,34   |
| Ibiassucê                   | Guanambi               | Centro-Sul Baiano             | 382,472    | 9.446       | 24,70   |
| Ibicaraí                    | Ilhéus-Itabunav        | Sul Baiano                    | 217,914    | 24.540      | 112,61  |
| Ibicoara                    | Seabra                 | Centro-Sul Baiano             | 977,170    | 15.768      | 16,14   |
| Ibicuí                      | Vitória da Conquista   | Centro-Sul Baiano             | 1.163,296  | 15.675      | 13,47   |
| Ibipeba                     | Irecê                  | Centro-Norte Baiano           | 1.417,141  | 9.519       | 6,72    |
| Ibipitanga                  | Boquira                | Centro-Sul Baiano             | 945,222    | 13.246      | 14,01   |
| Ibiquera                    | Itaberaba              | Centro-Norte Baiano           | 1.010,776  | 5.037       | 4,98    |
| Ibirapitanga                | Ilhéus-Itabuna         | Sul Baiano                    | 470,264    | 18.190      | 40,00   |
| Ibirapuã                    | Porto Seguro           | Sul Baiano                    | 786,058    | 7.499       | 9,54    |
| Ibirataia                   | Ilhéus-Itabuna         | Sul Baiano                    | 226,139    | 27.671      | 122,36  |
| Ibitiara                    | Boquira                | Centro-Sul Baiano             | 1.748,846  | 15.758      | 9,01    |
| Ibititá                     | Irecê                  | Centro-Norte Baiano           | 564,921    | 17.972      | 31,81   |
| Ibotirama                   | Barra                  | Vale São-Franciscano da Bahia | 1.391,232  | 24.790      | 17,80   |
| Ichu                        | Serrinha               | Nordeste Baiano               | 127,965    | 3.403       | 26,60   |
| Igaporã                     | Guanambi               | Centro-Sul Baiano             | 789,252    | 14.781      | 18,73   |
| Igrapiúna                   | Valença                | Sul Baiano                    | 512,837    | 12.914      | 25,18   |
| Iguaí                       | Vitória da Conquista   | Centro-Sul Baiano             | 833,333    | 26.984      | 32,38   |
| Ilhéus                      | Ilhéus-Itabuna         | Sul Baiano                    | 1.841      | 220.932     | 120,00  |
| Inhambupe                   | Alagoinhas             | Nordeste Baiano               | 1.163,561  | 32.955      | 28,32   |
| Ipecaetá                    | Feira de Santana       | Centro-Norte Baiano           | 393,904    | 15.843      | 40,22   |
| Ipiaú                       | Ilhéus-Itabuna         | Sul Baiano                    | 286,597    | 42.437      | 148,10  |
| Ipirá                       | Feira de Santana       | Centro-Norte Baiano           | 3.023,659  | 59.674      | 19,74   |
| Ipupiara                    | Boquira                | Centro-Sul Baiano             | 1.179,535  | 8.931       | 7,57    |
| Irajuba                     | Jequié                 | Centro-Sul Baiano             | 383,371    | 5.993       | 15,63   |
| Iramaia                     | Jequié                 | Centro-Sul Baiano             | 1.948,488  | 13.487      | 6,92    |
| Iraquara                    | Irecê                  | Centro-Norte Baiano           | 800,332    | 20.752      | 25,93   |
| Irará                       | Feira de Santana       | Centro-Norte Baiano           | 239,659    | 25.469      | 106,27  |
| Irecê                       | Irecê                  | Centro-Norte Baiano           | 313,695    | 62.211      | 198,32  |
| Itabela                     | Porto Seguro           | Sul Baiano                    | 853,267    | 25.664      | 30,08   |
| Itaberaba                   | Itaberaba              | Centro-Norte Baiano           | 2.357,185  | 70.611      | 26,60   |
| Itabuna                     | Ilhéus-Itabuna         | Sul Baiano                    | 443,2      | 209.221     | 462,50  |
| Itacaré                     | Ilhéus-Itabuna         | Sul Baiano                    | 730,280    | 17.893      | 24,50   |
| Itaeté                      | Seabra                 | Centro-Sul Baiano             | 1.194,489  | 13.795      | 11,50   |
| Itagi                       | Jequié                 | Centro-Sul Baiano             | 303,462    | 14.684      | 48,40   |
| Itagibá                     | Ilhéus-Itabuna         | Sul Baiano                    | 810,340    | 15.309      | 18,80   |
| Itagimirim                  | Porto Seguro           | Sul Baiano                    | 817,306    | 7.007       | 8,57    |
| Itaguaçu da Bahia           | Barra                  | Vale São-Franciscano da Bahia | 4.396,339  | 8.738       | 2,00    |
| Itaju do Colônia            | Ilhéus-Itabuna         | Sul Baiano                    | 1.217,535  | 7.710       | 6,30    |
| Itajuípe                    | Ilhéus-Itabuna         | Sul Baiano                    | 295,912    | 20.746      | 70,10   |
| Itamaraju                   | Sul Baiano             | Porto Seguro                  | 2.369,91   | 65.232      | 27,53   |
| Itamari                     | Ilhéus-Itabuna         | Sul Baiano                    | 131,469    | 7.994       | 60,80   |
| Itambé                      | Itapetinga             | Centro-Sul Baiano             | 1.625,681  | 35.918      | 22,10   |
| Itanagra                    | Catu                   | Metropolitana de Salvador     | 452,375    | 6.711       | 14,84   |
| Itanhém                     | Porto Seguro           | Sul Baiano                    | 1.445,063  | 20.349      | 14,08   |
| Itaparica                   | Salvador               | Metropolitana de Salvador     | 246,68     | 55.902      | 226,62  |
| Itapebi                     | Ilhéus-Itabuna         | Sul Baiano                    | 972,036    | 11.161      | 11,50   |
| Itapetinga                  | Itapetinga             | Centro-Sul Baiano             | 1.609,515  | 63.177      | 39,25   |
| Itapicuru                   | Ribeira do Pombal      | Nordeste Baiano               | 1.550,832  | 29.112      | 18,80   |
| Itapitanga                  | Ilhéus-Itabuna         | Sul Baiano                    | 410,422    | 10.315      | 25,10   |
| Itapé                       | Ilhéus-Itabuna         | Sul Baiano                    | 443,270    | 13.906      | 31,40   |
| Itaquara                    | Jequié                 | Centro-Sul Baiano             | 296,896    | 7.097       | 23,90   |
| Itarantim                   | Itapetinga             | Centro-Sul Baiano             | 1.783,747  | 16.709      | 9,40    |
| Itatim                      | Feira de Santana       | Centro-Norte Baiano           | 574,259    | 14.633      | 25,48   |
| Itiruçu                     | Jequié                 | Centro-Sul Baiano             | 302,926    | 15.541      | 51,30   |
| Itiúba                      | Senhor do Bonfim       | Centro-Norte Baiano           | 1.730,792  | 34.696      | 20,50   |
| Itororó                     | Itapetinga             | Centro-Sul Baiano             | 330,72     | 20.082      | 60,70   |
| Ituaçu                      | Brumado                | Centro-Sul Baiano             | 1.216,149  | 17.833      | 14,70   |
| Ituberá                     | Valença                | Sul Baiano                    | 417,542    | 23.409      | 56,06   |
| Iuiú                        | Guanambi               | Centro-Sul Baiano             | 1.095,715  | 9.862       | 9,00    |
| Jaborandi                   | Santa Maria da Vitória | Extremo Oeste Baiano          | 9.479,853  | 8.735       | 0,92    |
| Jacaraci                    | Guanambi               | Centro-Sul Baiano             | 1.241,918  | 14.674      | 11,82   |
| Jacobina                    | Jacobina               | Centro-Norte Baiano           | 2.319,825  | 75.132      | 32,39   |
| Jaguaquara                  | Jequié                 | Centro-Sul Baiano             | 960,398    | 46.001      | 47,90   |
| Jaguarari                   | Senhor do Bonfim       | Centro-Norte Baiano           | 2.567,158  | 23.770      | 9,26    |
| Jaguaripe                   | Santo Antônio de Jesus | Metropolitana de Salvador     | 891,345    | 12.625      | 14,16   |
| Jandaíra                    | Entre Rios             | Nordeste Baiano               | 642,652    | 8.050       | 12,53   |
| Jequié                      | Jequié                 | Centro-Sul Baiano             | 3.035,423  | 148.974     | 49,10   |
| Jeremoabo                   | Jeremoabo              | Nordeste Baiano               | 4.761,114  | 36.483      | 7,66    |
| Jiquiriçá                   | Jequié                 | Centro-Sul Baiano             | 236,255    | 12.724      | 53,86   |
| Jitaúna                     | Jequié                 | Centro-Sul Baiano             | 332,805    | 16.871      | 50,69   |
| João Dourado                | Irecê                  | Centro-Norte Baiano           | 984,019    | 18.361      | 18,66   |
| Juazeiro                    | Juazeiro               | Vale São-Franciscano da Bahia | 6.389,623  | 230.538     | 32,50   |
| Jucuruçu                    | Porto Seguro           | Sul Baiano                    | 1.438,463  | 8.735       | 6,07    |
| Jussara                     | Irecê                  | Centro-Norte Baiano           | 886,019    | 14.489      | 16,76   |
| Jussari                     | Ilhéus-Itabuna         | Sul Baiano                    | 356,735    | 6.889       | 19,30   |
| Jussiape                    | Seabra                 | Centro-Sul Baiano             | 523,395    | 7.720       | 14,75   |
| Lafaiete Coutinho           | Jequié                 | Centro-Sul Baiano             | 352,658    | 3.597       | 10,20   |
| Lagoa Real                  | Guanambi               | Centro-Sul Baiano             | 996,292    | 14.068      | 14,10   |
| Laje                        | Jequié                 | Centro-Sul Baiano             | 498,089    | 21.108      | 42,38   |
| Lajedinho                   | Itaberaba              | Centro-Norte Baiano           | 807,336    | 4.248       | 5,26    |
| Lajedo do Tabocal           | Jequié                 | Centro-Sul Baiano             | 423,785    | 8.413       | 19,85   |
| Lajedão                     | Porto Seguro           | Sul Baiano                    | 613,907    | 2.575       | 4,19    |
| Lamarão                     | Serrinha               | Nordeste Baiano               | 356,002    | 8.975       | 25,20   |
| Lapão                       | Irecê                  | Centro-Norte Baiano           | 638,317    | 27.509      | 43,10   |
| Lauro de Freitas            | Salvador               | Metropolitana de Salvador     | 59,905     | 145.831     | 2434,40 |
| Lençóis                     | Seabra                 | Centro-Sul Baiano             | 1.240,362  | 9.877       | 8,00    |
| Licínio de Almeida          | Guanambi               | Centro-Sul Baiano             | 785,417    | 11.080      | 14,10   |
| Livramento de Nossa Senhora | Livramento do Brumado  | Centro-Sul Baiano             | 2267,021   | 40.709      | 18,00   |
| Luís Eduardo Magalhães      | Barreiras              | Extremo Oeste Baiano          | 4.018,778  | 25.378      | 6,31    |
| Macajuba                    | Itaberaba              | Centro-Norte Baiano           | 707,098    | 11.463      | 16,21   |
| Macarani                    | Itapetinga             | Centro-Sul Baiano             | 1.371,657  | 14.986      | 10,90   |
| Macaúbas                    | Boquira                | Centro-Sul Baiano             | 3.039,268  | 46.554      | 15,30   |
| Macururé                    | Paulo Afonso           | Vale São-Franciscano da Bahia | 2.278,726  | 9.955       | 4,40    |
| Madre de Deus               | Salvador               | Metropolitana de Salvador     | 11,141     | 15.432      | 1385,10 |
| Maetinga                    | Brumado                | Centro-Sul Baiano             | 368,390    | 16.083      | 43,70   |
| Maiquinique                 | Itapetinga             | Centro-Sul Baiano             | 404        | 6.956       | 16,80   |
| Mairi                       | Itaberaba              | Centro-Norte Baiano           | 905,851    | 19.103      | 21,09   |
| Malhada                     | Guanambi               | Centro-Sul Baiano             | 2.138,093  | 15.909      | 7,40    |
| Malhada de Pedras           | Brumado                | Centro-Sul Baiano             | 479,393    | 9.263       | 19,30   |
| Manoel Vitorino             | Vitória da Conquista   | Centro-Sul Baiano             | 2.400,228  | 16.470      | 6,90    |
| Mansidão                    | Cotegipe               | Extremo Oeste Baiano          | 3.142,825  | 11.597      | 3,70    |
| Maracás                     | Jequié                 | Centro-Sul Baiano             | 2.435,201  | 34.140      | 14,02   |
| Maragogipe                  | Santo Antônio de Jesus | Metropolitana de Salvador     | 436,072    | 41.411      | 94,96   |
| Maraú                       | Valença                | Sul Baiano                    | 774,447    | 16.447      | 21,24   |
| Marcionílio Souza           | Jequié                 | Centro-Sul Baiano             | 1.162,138  | 10.688      | 9,20    |
| Mascote                     | Ilhéus-Itabuna         | Sul Baiano                    | 709,253    | 13.114      | 18,50   |
| Mata de São João            | Catu                   | Metropolitana de Salvador     | 670,380    | 34.051      | 50,80   |
| Matina                      | Guanambi               | Centro-Sul Baiano             | 773,386    | 11.230      | 14,50   |
| Medeiros Neto               | Porto Seguro           | Sul Baiano                    | 1.245,749  | 20.561      | 16,50   |
| Miguel Calmon               | Jacobina               | Centro-Norte Baiano           | 1.465,438  | 26.788      | 18,28   |
| Milagres                    | Jequié                 | Centro-Sul Baiano             | 307,779    | 14.086      | 45,80   |
| Mirangaba                   | Jacobina               | Centro-Norte Baiano           | 1.952,295  | 16.799      | 8,60    |
| Mirante                     | Vitória da Conquista   | Centro-Sul Baiano             | 927,826    | 17.660      | 19,00   |
| Monte Santo                 | Euclides da Cunha      | Nordeste Baiano               | 3.285,166  | 51.257      | 15,60   |
| Morpará                     | Barra                  | Vale São-Franciscano da Bahia | 1.731,929  | 9.462       | 5,50    |
| Morro do Chapéu             | Jacobina               | Centro-Norte Baiano           | 5.531,854  | 33.541      | 6,06    |
| Mortugaba                   | Guanambi               | Centro-Sul Baiano             | 670,608    | 12.373      | 18,50   |
| Mucugê                      | Seabra                 | Centro-Sul Baiano             | 2.482,204  | 16.124      | 6,50    |
| Mucuri                      | Porto Seguro           | Sul Baiano                    | 1.774,763  | 32.215      | 18,15   |
| Mulungu do Morro            | Irecê                  | Centro-Norte Baiano           | 517,598    | 16.124      | 31,20   |
| Mundo Novo                  | Itaberaba              | Centro-Norte Baiano           | 1496,144   | 14.286      | 9,50    |
| Muniz Ferreira              | Santo Antônio de Jesus | Metropolitana de Salvador     | 113,706    | 6.985       | 61,43   |
| Muquém de São Francisco     | Barra                  | Vale São-Franciscano da Bahia | 3.833,915  | 9.632       | 2,50    |
| Muritiba                    | Santo Antônio de Jesus | Metropolitana de Salvador     | 110,562    | 27.158      | 245,64  |
| Mutuípe                     | Jequié                 | Centro-Sul Baiano             | 273,320    | 20.441      | 74,80   |
| Nazaré                      | Santo Antônio de Jesus | Metropolitana de Salvador     | 256,352    | 26.011      | 101,47  |
| Nilo Peçanha                | Valença                | Sul Baiano                    | 385,381    | 12.847      | 3334,00 |
| Nordestina                  | Euclides da Cunha      | Nordeste Baiano               | 470,916    | 12.147      | 25,79   |
| Nova Canaã                  | Vitória da Conquista   | Centro-Sul Baiano             | 757,461    | 16.497      | 21,80   |
| Nova Fátima                 | Serrinha               | Nordeste Baiano               | 371,480    | 5.414       | 14,60   |
| Nova Ibiá                   | Ilhéus-Itabuna         | Sul Baiano                    | 180,701    | 4.733       | 26,20   |
| Nova Itarana                | Jequié                 | Centro-Sul Baiano             | 456,256    | 6.560       | 14,40   |
| Nova Redenção               | Seabra                 | Centro-Sul Baiano             | 510,918    | 7.409       | 14,50   |
| Nova Soure                  | Ribeira do Pombal      | Nordeste Baiano               | 1.021,277  | 24.209      | 23,70   |
| Nova Viçosa                 | Porto Seguro           | Sul Baiano                    | 1.326,122  | 34.501      | 26,02   |
| Novo Horizonte              | Boquira                | Centro-Sul Baiano             | 612,451    | 7.275       | 11,90   |
| Novo Triunfo                | Ribeira do Pombal      | Nordeste Baiano               | 217,894    | 15.436      | 70,80   |
| Olindina                    | Ribeira do Pombal      | Nordeste Baiano               | 575,412    | 25.694      | 44,70   |
| Oliveira dos Brejinhos      | Boquira                | Centro-Sul Baiano             | 3.563,908  | 22.082      | 6,20    |
| Ouriçangas                  | Feira de Santana       | Centro-Norte Baiano           | 148,166    | 8.048       | 54,32   |
| Ourolândia                  | Jacobina               | Centro-Norte Baiano           | 1.276,011  | 15.759      | 12,35   |
| Palmas de Monte Alto        | Guanambi               | Centro-Sul Baiano             | 2.789,417  | 19.823      | 7,10    |
| Palmeiras                   | Seabra                 | Centro-Sul Baiano             | 695,719    | 7.792       | 11,20   |
| Paramirim                   | Livramento do Brumado  | Centro-Sul Baiano             | 1.115,641  | 26.245      | 17,30   |
| Paratinga                   | Bom Jesus da Lapa      | Vale São-Franciscano da Bahia | 2.956,387  | 30.230      | 10,20   |
| Paripiranga                 | Ribeira do Pombal      | Nordeste Baiano               | 388,784    | 27.002      | 69,50   |
| Pau Brasil                  | Ilhéus-Itabuna         | Sul Baiano                    | 609,505    | 10.765      | 17,70   |
| Paulo Afonso                | Paulo Afonso           | Vale São-Franciscano da Bahia | 1.573,627  | 103.705     | 65,90   |
| Pedro Alexandre             | Jeremoabo              | Nordeste Baiano               | 1.110,078  | 18.522      | 16,70   |
| Pedrão                      | Feira de Santana       | Centro-Norte Baiano           | 172,458    | 6.900       | 40,01   |
| Piatã                       | Seabra                 | Centro-Sul Baiano             | 1.508,036  | 19.465      | 12,90   |
| Pilão Arcado                | Juazeiro               | Vale São-Franciscano da Bahia | 11.700,012 | 29.812      | 2,50    |
| Pindaí                      | Guanambi               | Centro-Sul Baiano             | 715,482    | 14.706      | 20,60   |
| Pindobaçu                   | Senhor do Bonfim       | Centro-Norte Baiano           | 527,742    | 18.551      | 35,20   |
| Pintadas                    | Feira de Santana       | Centro-Norte Baiano           | 531,4      | 10.760      | 20,33   |
| Piraí do Norte              | Valença                | Sul Baiano                    | 227,638    | 6.059       | 26,62   |
| Piripá                      | Brumado                | Centro-Sul Baiano             | 651,302    | 20.294      | 31,20   |
| Piritiba                    | Jacobina               | Centro-Norte Baiano           | 990,598    | 23.943      | 24,17   |
| Planaltino                  | Jequié                 | Centro-Sul Baiano             | 938,104    | 6.235       | 6,60    |
| Planalto                    | Vitória da Conquista   | Centro-Sul Baiano             | 722,987    | 20.380      | 28,20   |
| Pojuca                      | Catu                   | Metropolitana de Salvador     | 318,205    | 29.711      | 93,37   |
| Ponto Novo                  | Jacobina               | Centro-Norte Baiano           | 465,311    | 14.460      | 31,08   |
| Porto Seguro                | Porto Seguro           | Sul Baiano                    | 2.408,6    | 140.692     | 58,20   |
| Potiraguá                   | Itapetinga             | Centro-Sul Baiano             | 989,471    | 17.635      | 17,86   |
| Poções                      | Vitória da Conquista   | Centro-Sul Baiano             | 962,857    | 44.678      | 50,80   |
| Prado                       | Porto Seguro           | Sul Baiano                    | 1.664,536  | 21.530      | 12,93   |
| Presidente Dutra            | Irecê                  | Centro-Norte Baiano           | 243,922    | 14.112      | 57,90   |
| Presidente Jânio Quadros    | Brumado                | Centro-Sul Baiano             | 827,379    | 15.874      | 14,40   |
| Presidente Tancredo Neves   | Valença                | Sul Baiano                    | 414,912    | 22.501      | 54,23   |
| Pé de Serra                 | Serrinha               | Nordeste Baiano               | 558,438    | 10.966      | 19,60   |
| Queimadas                   | Euclides da Cunha      | Nordeste Baiano               | 2.097,668  | 25.625      | 12,22   |
| Quijingue                   | Euclides da Cunha      | Nordeste Baiano               | 1.271,069  | 27.203      | 21,40   |
| Quixabeira                  | Jacobina               | Centro-Norte Baiano           | 368,017    | 9.117       | 24,77   |
| Rafael Jambeiro             | Feira de Santana       | Centro-Norte Baiano           | 1.234,248  | 21.589      | 17,49   |
| Remanso                     | Juazeiro               | Vale São-Franciscano da Bahia | 4.693,505  | 37.625      | 8,00    |
| Retirolândia                | Serrinha               | Nordeste Baiano               | 203,786    | 10.593      | 52,00   |
| Riacho de Santana           | Guanambi               | Centro-Sul Baiano             | 2.698,465  | 29.652      | 11,00   |
| Riachão das Neves           | Santa Maria da Vitória | Extremo Oeste Baiano          | 5.840,191  | 23.109      | 4,00    |
| Riachão do Jacuípe          | Serrinha               | Nordeste Baiano               | 1.199,201  | 32.425      | 22,70   |
| Ribeira do Amparo           | Ribeira do Pombal      | Nordeste Baiano               | 699,342    | 13.875      | 19,80   |
| Ribeira do Pombal           | Ribeira do Pombal      | Nordeste Baiano               | 807,137    | 49.013      | 60,70   |
| Ribeirão do Largo           | Itapetinga             | Centro-Sul Baiano             | 1.222,153  | 18.492      | 15,10   |
| Rio Real                    | Alagoinhas             | Nordeste Baiano               | 676        | 36.691      | 54,30   |
| Rio de Contas               | Seabra                 | Centro-Sul Baiano             | 1.052,302  | 13.681      | 13,00   |
| Rio do Antônio              | Brumado                | Centro-Sul Baiano             | 986,990    | 15.596      | 15,80   |
| Rio do Pires                | Livramento do Brumado  | Centro-Sul Baiano             | 889,359    | 11.944      | 13,40   |
| Rodelas                     | Paulo Afonso           | Vale São-Franciscano da Bahia | 2.575,088  | 7.691       | 3,00    |
| Ruy Barbosa                 | Itaberaba              | Centro-Norte Baiano           | 2.128,936  | 28.278      | 13,30   |
| Salinas da Margarida        | Santo Antônio de Jesus | Metropolitana de Salvador     | 148,327    | 11.207      | 75,60   |
| Santa Brígida               | Jeremoabo              | Nordeste Baiano               | 848,873    | 19.538      | 23,00   |
| Santa Bárbara               | Feira de Santana       | Centro-Norte Baiano           | 338,574    | 19.358      | 57,18   |
| Santa Cruz Cabrália         | Porto Seguro           | Sul Baiano                    | 1.550,791  | 36.544      | 23,60   |
| Santa Cruz da Vitória       | Ilhéus-Itabuna         | Sul Baiano                    | 250,035    | 7.296       | 29,20   |
| Santa Inês                  | Jequié                 | Centro-Sul Baiano             | 356,193    | 11.741      | 33,00   |
| Santa Luzia                 | Ilhéus-Itabuna         | Sul Baiano                    | 785,193    | 14.908      | 19,00   |
| Santa Maria da Vitória      | Santa Maria da Vitória | Extremo Oeste Baiano          | 1.890,695  | 40.184      | 21,25   |
| Santa Rita de Cássia        | Cotegipe               | Extremo Oeste Baiano          | 6.071,116  | 27.224      | 4,10    |
| Santa Teresinha             | Feira de Santana       | Centro-Norte Baiano           | 710,313    | 8.576       | 12,10   |
| Santaluz                    | Serrinha               | Nordeste Baiano               | 1.597,202  | 31.189      | 19,50   |
| Santana                     | Santa Maria da Vitória | Extremo Oeste Baiano          | 1.999,407  | 25.450      | 11,90   |
| Santanópolis                | Feira de Santana       | Centro-Norte Baiano           | 250,027    | 8.144       | 32,60   |
| Santo Amaro                 | Santo Antônio de Jesus | Metropolitana de Salvador     | 518,260    | 61.516      | 118,70  |
| Santo Antônio de Jesus      | Santo Antônio de Jesus | Metropolitana de Salvador     | 259,213    | 86.876      | 335,20  |
| Santo Estêvão               | Feira de Santana       | Centro-Norte Baiano           | 365,141    | 44.163      | 120,90  |
| Sapeaçu                     | Santo Antônio de Jesus | Metropolitana de Salvador     | 125,582    | 17.367      | 138,30  |
| Saubara                     | Santo Antônio de Jesus | Metropolitana de Salvador     | 158,933    | 11.781      | 74,10   |
| Saúde                       | Jacobina               | Centro-Norte Baiano           | 500        | 11.560      | 23,12   |
| Seabra                      | Seabra                 | Centro-Sul Baiano             | 2.825,016  | 40.562      | 14,40   |
| Sebastião Laranjeiras       | Guanambi               | Centro-Sul Baiano             | 2.004,185  | 9.424       | 4,70    |
| Senhor do Bonfim            | Senhor do Bonfim       | Centro-Norte Baiano           | 816,697    | 72.574      | 68,90   |
| Sento Sé                    | Juazeiro               | Vale São-Franciscano da Bahia | 12.871,039 | 35.432      | 2,80    |
| Serra Dourada               | Santa Maria da Vitória | Extremo Oeste Baiano          | 1.441,545  | 18.410      | 12,80   |
| Serra Preta                 | Feira de Santana       | Centro-Norte Baiano           | 536,892    | 17.777      | 33,10   |
| Serra do Ramalho            | Bom Jesus da Lapa      | Vale São-Franciscano da Bahia | 2.677,366  | 32.189      | 12,00   |
| Serrinha                    | Serrinha               | Nordeste Baiano               | 568,405    | 76.045      | 132,80  |
| Serrolândia                 | Jacobina               | Centro-Norte Baiano           | 373,762    | 12.085      | 32,30   |
| Simões Filho                | Salvador               | Metropolitana de Salvador     | 192,163    | 109.775     | 571,30  |
| Sobradinho                  | Juazeiro               | Vale São-Franciscano da Bahia | 1.322,661  | 21.410      | 16,20   |
| Souto Soares                | Irecê                  | Centro-Norte Baiano           | 1.095,850  | 12.198      | 11,10   |
| Sátiro Dias                 | Alagoinhas             | Nordeste Baiano               | 974,549    | 19.856      | 20,40   |
| São Desidério               | Barreiras              | Extremo Oeste Baiano          | 14.819,585 | 19.027      | 1,28    |
| São Domingos                | Serrinha               | Nordeste Baiano               | 265,375    | 7.250       | 27,30   |
| São Felipe                  | Santo Antônio de Jesus | Metropolitana de Salvador     | 197,898    | 30.316      | 104,70  |
| São Francisco do Conde      | Salvador               | Metropolitana de Salvador     | 266,631    | 30.690      | 115,10  |
| São Félix                   | Santo Antônio de Jesus | Metropolitana de Salvador     | 95,502     | 14.805      | 155,00  |
| São Félix do Coribe         | Santa Maria da Vitória | Extremo Oeste Baiano          | 846,123    | 11.643      | 13,80   |
| São Gabriel                 | Irecê                  | Centro-Norte Baiano           | 1.115,798  | 18.797      | 16,20   |
| São Gonçalo dos Campos      | Feira de Santana       | Centro-Norte Baiano           | 293,989    | 28.978      | 98,60   |
| São José da Vitória         | Ilhéus-Itabuna         | Sul Baiano                    | 53,395     | 4.344       | 81,40   |
| São José do Jacuípe         | Jacobina               | Centro-Norte Baiano           | 369,229    | 5.683       | 15,40   |
| São Miguel das Matas        | Jequié                 | Centro-Sul Baiano             | 207,446    | 10.537      | 50,80   |
| São Sebastião do Passé      | Catu                   | Metropolitana de Salvador     | 549,425    | 42.246      | 76,90   |
| Sítio do Mato               | Bom Jesus da Lapa      | Vale São-Franciscano da Bahia | 1.709,762  | 13.979      | 8,20    |
| Sítio do Quinto             | Jeremoabo              | Nordeste Baiano               | 651,958    | 20.664      | 31,70   |
| Tabocas do Brejo Velho      | Cotegipe               | Extremo Oeste Baiano          | 1.550,518  | 13.595      | 8,80    |
| Tanhaçu                     | Brumado                | Centro-Sul Baiano             | 1.341,793  | 31.309      | 15,90   |
| Tanque Novo                 | Boquira                | Centro-Sul Baiano             | 825,943    | 17.100      | 20,70   |
| Tanquinho                   | Feira de Santana       | Centro-Norte Baiano           | 215,5      | 5.403       | 25,80   |
| Taperoá                     | Valença                | Sul Baiano                    | 408,576    | 15.121      | 37,00   |
| Tapiramutá                  | Itaberaba              | Centro-Norte Baiano           | 663,870    | 19.519      | 29,40   |
| Teixeira de Freitas         | Porto Seguro           | Sul Baiano                    | 1.153,791  | 123.399     | 107,00  |
| Teodoro Sampaio             | Feira de Santana       | Centro-Norte Baiano           | 277,766    | 8.361       | 30,10   |
| Teofilândia                 | Serrinha               | Nordeste Baiano               | 317,982    | 19.602      | 61,60   |
| Teolândia                   | Ilhéus-Itabuna         | Sul Baiano                    | 288,272    | 12.673      | 44,00   |
| Terra Nova                  | Catu                   | Metropolitana de Salvador     | 198,626    | 12.281      | 61,83   |
| Tremedal                    | Brumado                | Centro-Sul Baiano             | 1.779,422  | 20.811      | 11,70   |
| Tucano                      | Euclides da Cunha      | Nordeste Baiano               | 2.801,292  | 54.106      | 19,30   |
| Uauá                        | Euclides da Cunha      | Nordeste Baiano               | 2.950,274  | 27.196      | 9,20    |
| Ubaitaba                    | Ilhéus-Itabuna         | Sul Baiano                    | 221,753    | 25.890      | 116,80  |
| Ubatã                       | Ilhéus-Itabuna         | Sul Baiano                    | 332,985    | 18.815      | 56,50   |
| Ubaíra                      | Jequié                 | Centro-Sul Baiano             | 762,404    | 20.439      | 26,80   |
| Uibaí                       | Irecê                  | Centro-Norte Baiano           | 515,662    | 13.809      | 26,80   |
| Umburanas                   | Senhor do Bonfim       | Centro-Norte Baiano           | 1.812,741  | 16.036      | 8,80    |
| Una                         | Ilhéus-Itabuna         | Sul Baiano                    | 1.159,525  | 36.734      | 31,70   |
| Urandi                      | Guanambi               | Centro-Sul Baiano             | 895,926    | 16.150      | 18,00   |
| Uruçuca                     | Ilhéus-Itabuna         | Sul Baiano                    | 337,705    | 22.092      | 37,60   |
| Utinga                      | Seabra                 | Centro-Sul Baiano             | 717,344    | 16.773      | 23,40   |
| Valente                     | Serrinha               | Nordeste Baiano               | 356,895    | 21.653      | 56,30   |
| Valença                     | Valença                | Sul Baiano                    | 1.190,381  | 85.224      | 71,60   |
| Varzedo                     | Santo Antônio de Jesus | Metropolitana de Salvador     | 167,003    | 8.681       | 52,00   |
| Vera Cruz                   | Salvador               | Metropolitana de Salvador     | 252,759    | 35.303      | 139,70  |
| Vereda                      | Porto Seguro           | Sul Baiano                    | 828,700    | 6.700       | 7,70    |
| Vitória da Conquista        | Vitória da Conquista   | Centro-Sul Baiano             | 3.204,257  | 308.204     | 90,40   |
| Várzea Nova                 | Jacobina               | Centro-Norte Baiano           | 1.165,165  | 11.973      | 10,30   |
| Várzea da Roça              | Itaberaba              | Centro-Norte Baiano           | 549,339    | 13.768      | 25,10   |
| Várzea do Poço              | Jacobina               | Centro-Norte Baiano           | 220,414    | 6.637       | 30,10   |
| Wagner                      | Seabra                 | Centro-Sul Baiano             | 415,819    | 9.809       | 23,60   |
| Wanderley                   | Cotegipe               | Extremo Oeste Baiano          | 3.043,408  | 13.658      | 4,50    |
| Wenceslau Guimarães         | Ilhéus-Itabuna         | Sul Baiano                    | 661,792    | 29.251      | 44,20   |
| Xique-Xique                 | Barra                  | Vale São-Franciscano da Bahia | 5.671,439  | 45.638      | 8,40    |